# Kelpgans

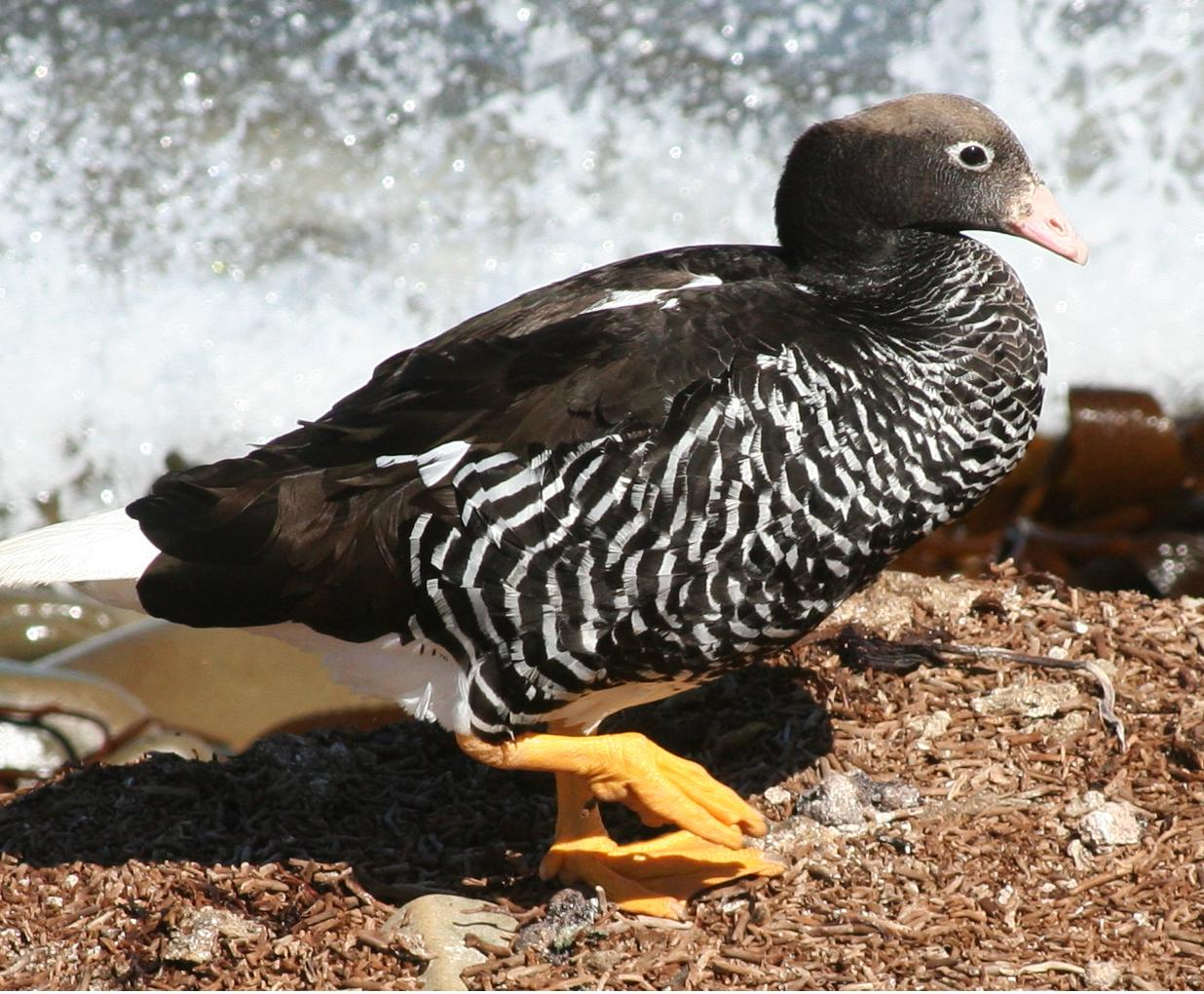
Weibchen

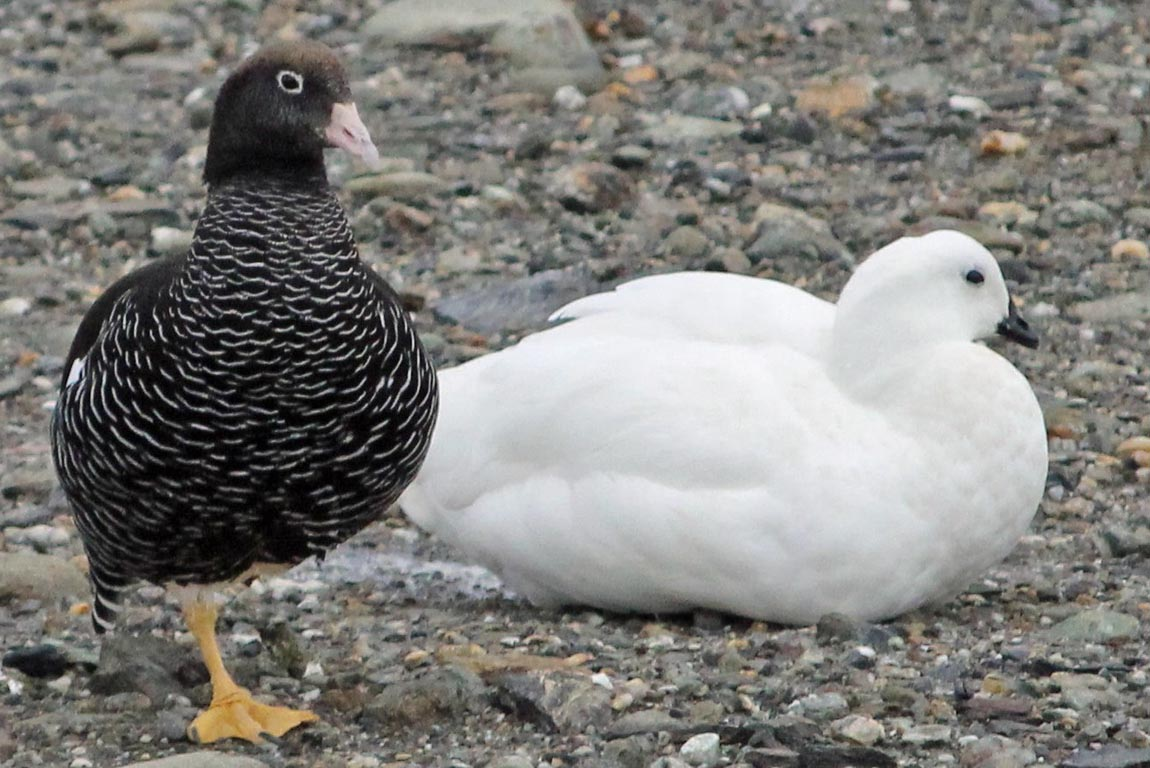
Kelpgänse (Paar)

Die Kelpgans (Chloephaga hybrida), auch Tanggans genannt, ist ein Mitglied der Familie der Entenvögel (Anatidae), zu denen Enten, Gänse und Schwäne gehören, und steht in der Unterfamilie der Halbgänse (Tadorninae). Sie ist eine kräftig gebaute, mittelgroße Gans. Auffällig und ungewöhnlich ist, dass das adulte Männchen ein vollständig weißes Körpergefieder aufweist. Die Weibchen ähneln dagegen eher den weiblichen Magellangänsen.

## Aussehen
Kelpgänse erreichen eine Körperlänge von 55 bis 65 Zentimetern. Männchen zeigen ein weißes Gefieder mit schwarzem Schnabel, einen weißen Fleck um die Nasenöffnungen und gelbe Füße. Die Weibchen sind auf der Körperoberseite dunkelbraun gefärbt, haben einen weißen Ring um die Augen, graue Linien quer über die Brust und über die Flanken, rosa Schnäbel und ebenfalls gelbe Füße. Ihr Rücken ist braun, Bauch und Schwanz weiß. Die Oberseite der Flügel der Weibchen ist weiß, die großen Armdecken sind grün, die Handschwingen schwarz.
Noch nicht geschlechtsreife Jungvögel ähneln weitgehend den Weibchen, haben jedoch eine weiße Stirn. Die Schwingen sind noch vollständig dunkel und die beim Weibchen so auffällige Querzeichnung ist bei den Jungvögeln deutlich weniger ausgeprägt. Männliche Jungvögel wechseln allmählich in das weiße Gefieder.
An ihren Lebensraum sind Kelpgänse dadurch angepasst, dass sie für eine Halbgansart verhältnismäßig kurze Beine haben und die Füße scharfe Krallen aufweisen. Sie sind dadurch in der Lage, sich auch auf durch Algen glitschigem Gestein sicher fortzubewegen. Diese scharfen Krallen weisen bereits die Dunenküken auf.
Noch nicht vollständig ausgefärbte Männchen können mit den Männchen der Magellangans verwechselt werden, weil sie zeitweise ähnlich wie diese ein überwiegend weißes Gefieder mit einer quergestreiften Unterseite aufweisen. Magellangänse sind jedoch weniger kompakt gebaut und haben längere und vor allem schwärzliche Beine.

## Verbreitung, Lebensraum und Bestand
Kelpgänse leben im südlichen Chile, an den Küsten Patagoniens, Feuerlands und auf den Falklandinseln. Ihr Brutareal liegt etwa zwischen der 50. und 42. südlichen Breite. Dort sind sie vor allem an felsigen Küsten zu finden, in der Nähe ihrer namensgebenden Hauptnahrung, die aus Braunalgen (Kelp) besteht. Weideflächen und kleinere Seen in Strandnähe werden nur sehr selten von den Kelpgänsen aufgesucht. Ihr bevorzugter Lebensraum sind Steil- und Felsenküsten mit einem ausgeprägten Tidenhub. Während der Flut ruhen die Gänse am Ufer. Bei Ebbe suchen sie die ausgedehnten Kelpfelder auf, die mit dem zurücklaufenden Wasser freigelegt werden.
Momentan gibt es weltweit etwa 15.000 Brutpaare. Die Art gilt als nicht gefährdet. Kelpgänse leben an ausgesprochen unwirtlichen Küstengebieten, wo sie verhältnismäßig selten Kontakt mit dem Menschen haben. Ihr Lebensraum unterliegt wegen seiner Unwirtlichkeit auch keiner Veränderung durch den Menschen. Anders als die Magellangans wird die Kelpgans auch nicht als Nahrungskonkurrent von Haustieren gesehen. Sie ist auch keinem Jagddruck ausgesetzt, da das Fleisch als wenig schmackhaft und auch die Eier als unangenehm schmeckend empfunden werden.

## Lebensweise
Kelpgänse sind überwiegend paarweise oder in kleinen Familientrupps zu beobachten. Lediglich nichtbrütende und mausernde Vögel bilden auch größere Trupps, die bis zu 50 Tiere umfassen können.
Die Fortpflanzungszeit der Kelpgänse fällt in den Sommer der südlichen Halbkugel, die Eiablage in den Zeitraum Oktober bis November. Die Nester befinden sich in der Regel direkt in Küstennähe und werden meist unmittelbar an der Abbruchkante der Steilküste angelegt. Kelpgänse legen in der Regel 2–7 Eier, bevorzugt in hohem Gras versteckt, um sie vor Prädatoren zu verbergen. Die Nistmulde ist mit Daunen ausgelegt. Es brütet nur das Weibchen. Das Männchen hält sich in der Nähe des Nestes auf. Nach etwa einem Monat Brutzeit schlüpfen die jungen Gänse.
Kelpgänse ernähren sich vor allem von Wasserpflanzen (u. a. Kelp) und speziell von Algen der Gattung Ulva. Um diese Nahrung stets vorzufinden, werden auch Wanderungen entlang der Küste von Südamerika unternommen. Kelpgänse fressen außerdem Gras und während des Herbstes auch Beeren.

## Innere Systematik
Es werden zwei Unterarten unterschieden. Die Nominatform Chloephaga hybrida hybrida kommt in Südamerika vor. Die Unterart Cloephaga hybrida malvinarum ist in ihrer Verbreitung auf die Falklandinseln begrenzt. Die Männchen der beiden Unterarten sind sich sehr ähnlich. Die Weibchen der auf den Falklandinseln beheimateten Unterart haben jedoch eine breitere und auffällig weißere Brust. Auch die Zeichnung an den Flanken ist heller.

## Philatelie
Auf den Falklandinseln und in Argentinien gibt es Poststempel, die die Kelpgans abbilden.

## Belege